# Robin Weigert
Robin Weigert (Washington, 7 luglio 1969) è un'attrice statunitense.

## Biografia
Si laurea nel 1991 alla Brandeis University, successivamente continua gli studi presso la New York University. Dopo oltre dieci anni trascorsi a lavorare per il teatro, a New York, si trasferisce a Los Angeles dove inizia a recitare per la televisione.
Appare in serie TV come Law & Order - I due volti della giustizia, Senza traccia, Cold Case, Giudice Amy e molte altre. Tra il 2004 e il 2006 acquista popolarità grazie al ruolo di Calamity Jane nelle serie televisiva western Deadwood.
Nel 2006 recita nel film di Steven Soderbergh Intrigo a Berlino, interpretando la prostituta Hannelore. Nel 2007 appare in Lost, dove ricopre il ruolo di Rachel, sorella di Juliet Burke, nello stesso anno recita in Noi due sconosciuti e interpreta il tenente Karen Davis in Life.
Tra i film a cui prenderà parte, vi sono Winged Creatures, Synecdoche, New York e La vita segreta della signora Lee.
Nel 2012 ha un brevissimo ruolo nella serie antologica American Horror Story: Asylum, in cui interpreta la madre preoccupata di un bambino posseduto dal demonio. Dopo 4 anni, viene scelta nuovamente da Ryan Murphy per interpretare una dei principali antagonisti della sesta stagione della stessa serie horror, American Horror Story: Roanoke (2016), la temibile Mama Polk.

## Filmografia parziale

### Cinema
- Intrigo a Berlino (The Good German), regia di Steven Soderbergh (2006)
- Noi due sconosciuti (Things We Lost in the Fire), regia di Susanne Bier (2007)
- La vita segreta della signora Lee (The Private Lives of Pippa Lee), regia di Rebecca Miller (2009)
- My One and Only, regia di Richard Loncraine (2009)
- The Sessions - Gli incontri (The Sessions), regia di Ben Lewin (2012)
- Concussion, regia di Stacie Passon (2013)
- La grande partita (Pawn Sacrifice), regia di Edward Zwick (2014)
- Mississippi Grind, regia di Ryan Fleck & Anna Boden (2015)
- Tutto ciò che voglio (Please Stand By), regia di Ben Lewin (2017)
- New Money, regia di Jason B. Kohl (2017)
- Bombshell - La voce dello scandalo (Bombshell), regia di Jay Roach (2019)
- Smile, regia di Parker Finn (2022)
- Our Son, regia di Bill Oliver (2023)

### Televisione
- Cold Case - Delitti irrisolti (Cold Case) - serie TV, 4 episodi (2004-2005)
- Deadwood – serie TV, 30 episodi (2004-2006)
- Lost – serie TV, episodi 3x07-3x16 (2007)
- Life – serie TV, 11 episodi (2007-2008)
- E.R. - Medici in prima linea (ER) – serie TV, episodio 15x10 (2008)
- Sons of Anarchy – serie TV, 15 episodi (2010-2013)
- Grey's Anatomy – serie TV, episodio 8x01 (2011)
- American Horror Story – serie TV, 5 episodi (2012-2021)
- Chicago P.D. - serie TV, 5 episodi (2014)
- C'era una volta (Once Upon a Time) – serie TV, episodio 4x02 (2014)
- Dietland – serie TV, 1p episodi (2018)
- Jessica Jones – serie TV, 7 episodi (2015)
- Damien – serie TV, 6 episodi (2016)
- Big Little Lies - Piccole grandi bugie (Big Little Lies) – serie TV, 9 episodi (2017-2019)
- Fearless – serie TV, 6 episodi (2017)
- Deadwood - Il film (Deadwood: The Movie), regia di Daniel Minahan – film TV (2019)
- Julia – serie TV, episodio 1x04 (2022)
- We Were the Lucky Ones, regia di Thomas Kail, Amit Gupta e Neasa Hardiman – miniserie TV (2024)
- Tracker – serie TV (2024)
- Will Trent – serie TV, episodi 3x12-3x13 (2025)

## Doppiatrici italiane
Nelle versioni in italiano dei suoi lavori, Robin Weigert è stata doppiata da:
- Laura Romano in Grey's Anatomy, La grande partita, Big Little Lies - Piccole grandi bugie, Smile, Tracker
- Claudia Razzi in The Mentalist, Deadwood, Deadwood - Il film
- Deborah Ciccorelli in Lost, Sons of Anarchy
- Anna Cesareni in Life, Chicago P.D.
- Claudia Catani in Cold Case - Delitti irrisolti
- Laura Boccanera in CSI - Scena del crimine
- Cristina Piras in Noi due sconosciuti
- Monica Ward in My One and Only
- Cinzia De Carolis in C'era una volta
- Nunzia Di Somma in Jessica Jones
- Chiara Colizzi in Dietland
- Roberta Greganti in We Were the Lucky Ones
- Daniela Abbruzzese in Will Trent